# Cardioptera viridipennis
Cardioptera viridipennis är en bönsyrseart som beskrevs av Max Beier 1931. Cardioptera viridipennis ingår i släktet Cardioptera och familjen Mantidae. Inga underarter finns listade i Catalogue of Life.